# 海山川
海山川，位於臺灣北部，在新竹市香山區境內，發源於竹東丘陵西端之內湖里東北部邊緣地區，先向西北流至內湖里、海山里交界後，沿兩里邊界蜿蜒向西流，其後又成為海山里、鹽水里邊界，出竹東丘陵與汀埔圳交錯後，經海山罟南側，注入香山濕地。
海山川全長2.95公里，河床平均比降6.78公尺/公里。